# Imaro
Imaro é um romance de espada e feitiçaria escrito por Charles R. Saunders e publicado pela DAW Books em 1981. Ele pode ter sido uma das primeiras incursões no gênero de espada e feitiçaria por um autor negro. O romance é uma coleção de seis contos ("Mawanzo", "Turkhana Knives", "The Place of Stones", "Slaves of the Giant Kings", "Horror in the Black Hills", e "The City of Madness"). que foram originalmente publicados em Dark Fantasy, um fanzine publicado pelo ilustrador de histórias em quadrinhos canadense Gene Day durante a década de 1970.

## Histórico
Imaro foi o primeiro livro de uma série de romances sobre o herói homônimo ambientado no mundo de fantasia de Nyumbani, mas um processo dos  herdeiros de Edgar Rice Burroughs sobre uma citação de capa mal escolhida (The Epic Novel of a Black Tarzan, tradução: "O Romance Épico de um Tarzan Negro") causou um atraso de dois meses no envio, pois os livros tiveram que ser reimpressos, o que gerou vendas fracas. Saunders escreveu e publicou mais dois livros da série, The Quest for Cush, em 1984, e The Trail of Bohu, em 1985.
Em 2006, a editora Night Shade Books lançaram uma edição atualizada do Imaro. Esta nova edição exclui "The Slaves of the Giant-Kings", que Saunders considerou ter muitos paralelos com o atual Genocídio em Ruanda. Foi substituído por "The Afua", uma nova história.
Em 2010, lança o quarto livro da série Imaro, The Naama War.

## Sinopse
Crescendo entre os Ilyassai, uma feroz tribo de guerreiros pastores que desprezam sua origem, o jovem Imaro luta pela aceitação após a quebra de um tabu que obriga sua mãe a deixá-lo para trás.
O menino se torna um homem, diferente de qualquer outro que os Ilyassai já tenham visto. Sua busca por aceitação e identidade continua. No entanto, ele descobre que ele tem inimigos poderosos, humanos e desumanos. Prevendo os inimigos que não desejam nada mais do que vê-lo morto, Imaro descobre que, na vitória, pode haver perda.
Após deixar a tribo Ilyassai, Imaro viaja para longe, perambulando pelo vasto continente de Nyumbani, colocando sua força prodigiosa e coragem contra homens, animais e demônios. Caçado por inimigos implacáveis, Imaro se torna o caçador. Eventualmente, ele encontra amizade e amor entre pessoas que são como ele, exilados e foras da lei. No entanto, forças além da compreensão de Imaro estão alinhadas contra ele. À medida que ele se torna proeminente, os eventos pré-ordenados antes do nascimento de Imaro começam a se desdobrar. Poderes estão se movimentando em Nyumbani, a África de um mundo que está além do que conhecemos. E Imaro descobre que alguns dos poderes estão alinhados contra ele. Enquanto ele se esforça para manter sua aceitação duramente conquistada, o guerreiro busca a resposta para a pergunta que o assombrou toda a sua vida.

## Lista de personagens
Os personagens nesta seção estão listados em sua ordem de aparição.
- Katisa - mãe de Imaro, ela pede aos Ilyassai para criá-lo como um guerreiro
- Chitendu - Feiticeiro Ilyassai e servo do Mashataan
- Imaro - filho de Katisa, sem pai
- Kanoko - um Ilyassai, o inimigo de infância de Imaro
- Bomunu - Zanjian membro do  grupo de guerra de Imaro se tornou traidor
- Tanisha - uma mulher Shikaza [Kahutu na primeira edição] que se torna a companheira de Imaro
- Pomphis - Bambuti Pygmy erudito e ex-bobo da corte, agora amigo de Imaro